# 索哈·阿里·罕
索哈·阿里·罕（英語：Soha Ali Khan，1978年10月4日—）是印度女演員。她出生於一個富有的家庭，祖先曾是Pataudi土邦的納瓦卜。索哈的父親及祖父均曾擔任印度板球代表隊的隊長、母親莎米拉·泰戈則是一名來自加尔各答名門的知名寶萊塢女演員、其長兄賽伊夫·阿里·罕及其妻子卡琳娜·卡浦爾均是寶萊塢的著名影星。

## 生平
畢業於牛津大学贝利奥尔学院（現代史）及取得倫敦政治經濟學院的國際關係碩士學位後，她曾在花旗银行工作。索哈在2004年拍攝了首部電影。她最為人所知的是2006年和阿米爾·罕等人拍攝的《青春無敵》   (Rang De Basanti)。該電影使哥坦姆的表演備受讚賞並奪得2007年國際印度電影大獎頒獎禮的最佳女配角殊榮。

## 外部連結
- 索哈·阿里·罕在互联网电影资料库（IMDb）上的資料（英文）
- 索哈·阿里·罕的Instagram帳戶